# Coleophora quadrilineolella
Coleophora quadrilineolella é uma espécie de mariposa do gênero Coleophora pertencente à família Coleophoridae.